# Кубок Шотландії з футболу 2002—2003
Кубок Шотландії з футболу 2002–2003 — 118-й розіграш кубкового футбольного турніру у Шотландії. Титул вдруге поспіль здобув Рейнджерс.

## Календар
| Раунд        | Дата                                             | Матчі | Клуби   |
| ------------ | ------------------------------------------------ | ----- | ------- |
| Перший раунд | 7 грудня 2002, 14 грудня 2002 (перегравання)     | 8+2   | 50 → 42 |
| Другий раунд | 4-15 січня 2003, 14-20 січня 2003 (перегравання) | 10+2  | 42 → 32 |
| 1/16 фіналу  | 25 січня 2003, 4-18 лютого 2003 (перегравання)   | 16+5  | 32 → 16 |
| 1/8 фіналу   | 22-23 лютого 2003, 6 березня 2003 (перегравання) | 8+1   | 16 → 8  |
| 1/4 фіналу   | 22-23 березня 2003, 9 квітня 2003 (перегравання) | 4+2   | 8 → 4   |
| 1/2 фіналу   | 19-20 квітня 2003                                | 2     | 4 → 2   |
| Фінал        | 31 травня 2003                                   | 1     | 2 → 1   |

## 1/16 фіналу
| Команда 1                     | Рахунок | Команда 2                |
| ----------------------------- | ------- | ------------------------ |
| 25 січня 2003                 |         |                          |
| Ейрдрі Юнайтед (3)            | 1:1     | Сент-Джонстон (2)        |
| Арброт (2)                    | 0:3     | Рейнджерс                |
| Ейр Юнайтед (2)               | 2:0     | Пітергед (4)             |
| Селтік                        | 3:0     | Сент-Міррен (2)          |
| Ковденбіт (3)                 | 2:3     | Аллоа Атлетік (2)        |
| Данді Юнайтед                 | 2:3     | Гіберніан                |
| Фолкерк (2)                   | 4:0     | Гарт оф Мідлотіан        |
| Форфар Атлетік (3)            | 2:2     | Странрар (3)             |
| Гретна (4)                    | 1:2     | Клайд (2)                |
| Інвернесс Каледоніан Тісл (2) | 2:0     | Рейт Роверз (3)          |
| Кілмарнок                     | 0:1     | Мотервелл                |
| Лівінгстон                    | 1:1     | Данфермлін Атлетік       |
| Партік Тісл                   | 0:2     | Данді                    |
| Квін оф зе Саут (2)           | 0:0     | Абердин                  |
| Квінз Парк (4)                | 2:2     | Гамільтон Академікал (3) |
| Росс Каунті (2)               | 1:2     | Грінок Мортон (4)        |

Перегравання
| Команда 1                | Рахунок      | Команда 2           |
| ------------------------ | ------------ | ------------------- |
| 4 лютого 2003            |              |                     |
| Данфермлін Атлетік       | 2:0          | Лівінгстон          |
| Сент-Джонстон (2)        | 1:1 пен. 4:2 | Ейрдрі Юнайтед (3)  |
| 10 лютого 2003           |              |                     |
| Гамільтон Академікал (3) | 3:2          | Квінз Парк (4)      |
| 17 лютого 2003           |              |                     |
| Странрар (3)             | 1:0          | Форфар Атлетік (3)  |
| 18 лютого 2003           |              |                     |
| Абердин                  | 4:1          | Квін оф зе Саут (2) |

## 1/8 фіналу
| Команда 1                     | Рахунок | Команда 2                |
| ----------------------------- | ------- | ------------------------ |
| 22 лютого 2003                |         |                          |
| Ейр Юнайтед (2)               | 0:1     | Рейнджерс                |
| Аллоа Атлетік (2)             | 0:2     | Фолкерк (2)              |
| Данфермлін Атлетік            | 1:1     | Гіберніан                |
| Грінок Мортон (4)             | 0:2     | Странрар (3)             |
| Інвернесс Каледоніан Тісл (2) | 6:1     | Гамільтон Академікал (3) |
| Клайд (2)                     | 0:2     | Мотервелл                |
| Данді                         | 2:0     | Абердин                  |
| 23 лютого 2003                |         |                          |
| Селтік                        | 3:0     | Сент-Джонстон (2)        |

Перегравання
| Команда 1      | Рахунок | Команда 2          |
| -------------- | ------- | ------------------ |
| 6 березня 2003 |         |                    |
| Гіберніан      | 0:2     | Данфермлін Атлетік |

## 1/4 фіналу
| Команда 1                     | Рахунок | Команда 2 |
| ----------------------------- | ------- | --------- |
| 22 березня 2003               |         |           |
| Странрар (3)                  | 0:4     | Мотервелл |
| Фолкерк (2)                   | 1:1     | Данді     |
| 23 березня 2003               |         |           |
| Данфермлін Атлетік            | 1:1     | Рейнджерс |
| Інвернесс Каледоніан Тісл (2) | 1:0     | Селтік    |

Перегравання
| Команда 1     | Рахунок | Команда 2          |
| ------------- | ------- | ------------------ |
| 9 квітня 2003 |         |                    |
| Данді         | 4:1 дч  | Фолкерк (2)        |
| Рейнджерс     | 3:0     | Данфермлін Атлетік |

## 1/2 фіналу
| Команда 1                     | Рахунок | Команда 2 |
| ----------------------------- | ------- | --------- |
| 19 квітня 2003                |         |           |
| Рейнджерс                     | 4:3     | Мотервелл |
| 20 квітня 2003                |         |           |
| Інвернесс Каледоніан Тісл (2) | 0:1     | Данді     |

## Фінал
| 31 травня 2003 |

| Данді | 0:1      | Рейнджерс   |
| ----- | -------- | ----------- |
|       | Протокол | Аморузо 66' |

| Гемпден-Парк, Глазго Глядачів: 47 136 Арбітр: Кенні Кларк |